# Černilov
Černilov (německy Tschernilow, Slakendorf (1305), Schlackendorf (1790)) je obec v okrese Hradec Králové v Královéhradeckém kraji. Součástí Černilova jsou také místní části Újezd a Bukovina. Žije zde přibližně 2 500 obyvatel. Obec leží asi 9 km severovýchodně od Hradce Králové.

## Historie
Jde o bohatou archeologickou lokalitu pravěkých nálezů, zejména z doby laténské. První písemná zmínka o obci pochází z roku 1271. Vesnice patřila ke královské komoře. V roce 1305 se nazývala Schlackendorf a společně s Jasennou byla zastavena Rajmundovi z Lichtenburka. Roku 1346 král Jan Lucemburský ves daroval sboru mansionářů v kostele sv. Víta v Praze, jimž náležela až do 15. století. K roku 1395 je znám Ludvík z Černilova. V době pohusitské přešla do držení Trčků z Lípy.
Panství patřilo ke kraji, kde se po roce 1627 jen obtížně dařila rekatolizace obyvatel. Roku 1775 Václav Kryl (Grill) z Černilova a jeho otec Mikuláš založili náboženskou sektu, vzbouřili sedláky a vedli je na smiřický zámek se žádostí o toleranční patent. Kryl byl uvězněn a poté, v roce 1785, odklizen do Prahy do Ústavu pro choromyslné. Václav Kryl byl zámožný sedlák a jeho manželka i sedm dětí bez něho nedokázaly zabránit úpadku hospodářství. Když už nebylo z čeho platit za pobyt v blázinci, byl Václav Kryl propuštěn na svobodu. Sekta Církev Kristova zanikla v 19. století.

## Exulanti
V době pobělohorské během slezských válek emigrovaly z náboženských důvodů celé rodiny do pruského Slezska. Prusové osvobozovali ze žalářů a pout vězně, kteří byli odsouzeni za to, že se nechtěli vzdát víry svých předků a věřili jen tomu, co je psáno v Bibli. Avšak číst nebo vlastnit tuto bratrskou (kacířskou) knihu, která byla na indexu, bylo trestné. Více viz Bukovina. V Černilově se o štědrovečerní noci v roce 1741 sešli u Matěje Veselovského zástupci 16 místních protestantských rodin, které později katolický farář udal biskupské konzistoři. Matěj Veselovský byl vězněn a vyslýchán i dříve (už v roce 1734 a 1736 ve Smiřicích). Stejně jako Jiří Veselovský se nedostavil či odmítal složit vyznání víry. Rovněž ve vězení se choval příliš sebevědomě. Z Černilova prokazatelně uprchli v roce 1742 přes město Münsterberg v pruském Slezsku:
- Daniel Černý, Mikuláš Pech, Josef Veselovský. Tito účastníci tajného shromáždění patří mezi zakladatele Husince, první české exulantské obce v pruském Slezsku.
- Kateřina Fousková, Jan Hejcman, Jiří Řehák. Tito účastníci tajného shromáždění zůstali a zemřeli v Münsterbergu. Štěpán Hynek z Černilova přišel do Münsterbergu až po roce 1749, schůzky se nezúčastnil a jeho další putování není známo.
- Jan Jandík (* 1752), syn Václavův z Černilova, se 31. 10. 1777 se oženil a usadil v Husinci.
- Jan Pech (* 1728) a Mikuláš Veselovský (* 1735) patří k zakladatelům exulantské kolonie Nové Poděbrady.[13]
- Mikuláše Veselovského s manželkou a malým synem vyvedl z Čech Karel Smetana. Do Husince přišli 7.8.1764.[14] V roce 1766 šel Mikuláš do Čech navštívit rodiče, byl chycen a 23. 6. 1766 odsouzen ke třem letům nucelých prací. Vězněn byl v Hradci Králové.[15] Jeho další cesta pak vedla přes Sophienthal do Zelova. Patří k zakladatelům města Zelova.
- Václav Hejcman. Účastnil se tajné schůzky, měl přirozenou autoritu jako kazatel. V roce 1743 odešel z Münsterbergu do Chechlova. Tato pozoruhodná osobnost byla odsouzena a zlomena jako vůdce sekty v Chechlově, spolu s těmi, kteří ho následovali.[12]

V knize „Běh života“ jsou publikovány výňatky z životopisů dalších černilovských exulantů, kteří uprchli do Rixdorfu, Berlína, Hennersdorfu, Chotěbuzi aj. už po roce 1717. Autorka knihy tam zpřístupnila dokumenty, které se nacházejí především ve státních archivech a v rukopisných odděleních knihoven v Německu (např. Herrnhut), Švýcarsku, Polsku i v Čechách. Ne všechny zahraniční archivy byly probádány. Potomci exulantů žijí v Německu, USA, Kanadě, Austrálii i jinde, někteří byli do Čech repatriováni z polského Zelova.

## Současnost
V obci se snoubí řemesla a zemědělství; nachází se na těžké, ale úrodné půdě a za zmínku stojí vznik černilovského Vodního družstva, ve své době největšího v Rakousku-Uhersku, které odvodněním zamokřených pozemků zásadním způsobem ovlivnilo úrodnost a tím i další rozvoj obce. Dodnes jsou v obci vidět přestavěné stodoly, neboť ty staré nepojaly úrodu. Zajímavostí Černilova je existence tří kostelů různých vyznání: katolický a českobratrský slouží svému účelu, v augsburském je multifunkční obřadní a koncertní síň. Obec podporuje fotbalový a volejbalový klub, tradicí se stává i srpnová sportovně-recesistická akce „Černilovský pařez“. V obci probíhají pozemkové úpravy. S nimi jsou spojené i ekologické stavby, nejzdařilejší je Biocentrum Kaltouz.

## Obyvatelstvo
| Rok            | 1869  | 1880  | 1890  | 1900  | 1910  | 1921  | 1930  | 1950  | 1961  | 1970  | 1980  | 1991  | 2001  | 2011  | 2021  |
| -------------- | ----- | ----- | ----- | ----- | ----- | ----- | ----- | ----- | ----- | ----- | ----- | ----- | ----- | ----- | ----- |
| Počet obyvatel | 2 478 | 2 765 | 2 767 | 2 664 | 2 682 | 2 507 | 2 520 | 1 825 | 1 799 | 1 736 | 1 815 | 1 902 | 2 169 | 2 387 | 2 264 |
| Počet domů     | 321   | 363   | 376   | 387   | 403   | 428   | 508   | 529   | 463   | 468   | 475   | 622   | 648   | 709   | 769   |

## Obecní správa

### Části obce
- Černilov
- Bukovina
- Újezd

Od 1. července 1980 do 23. listopadu 1990 k obci patřily i Lejšovka, Libřice a Výrava a od 1. července 1980 do 31. prosince 1991 také Libníkovice a Librantice.

### Obecní symboly
Znak a vlajka byly obci uděleny rozhodnutím předsedy Poslanecké sněmovny Parlamentu České republiky dne 16. července 2014.

## Kultura, školství a sport

### Škola
Sídlí zde Masarykova jubilejní základní škola a mateřská škola (čp. 380). Byla postavena v letech 1930–1931 podle návrhu architekta Oldřicha Lisky se zajímavým dispozičním řešením školní budovy bez chodeb. Má centrální halu, ze které se vchází do jednotlivých učeben. Škola dostala při svém otevření název Masarykova jubilejní škola (prezident název sám schválil, obnoven byl v roce 1989). V době svého vzniku byla nejmodernější školou v republice.

### FK Černilov
Počátky fotbalu v Černilově sahají do první poloviny šedesátých let 20. století (r. 1961). V roce 2001 se fotbalový oddíl osamostatnil. V roce 2020 oddíl čítal 155 členů. Muži A tým hraje krajský přebor. V sezóně 2009–2010 obsadil A tým mužů 16. místo. Dále v oddíle hrají týmy: muži B, mladší a starší dorostenci, mladší a starší žáci, starší a mladší Elévové a přípravka.

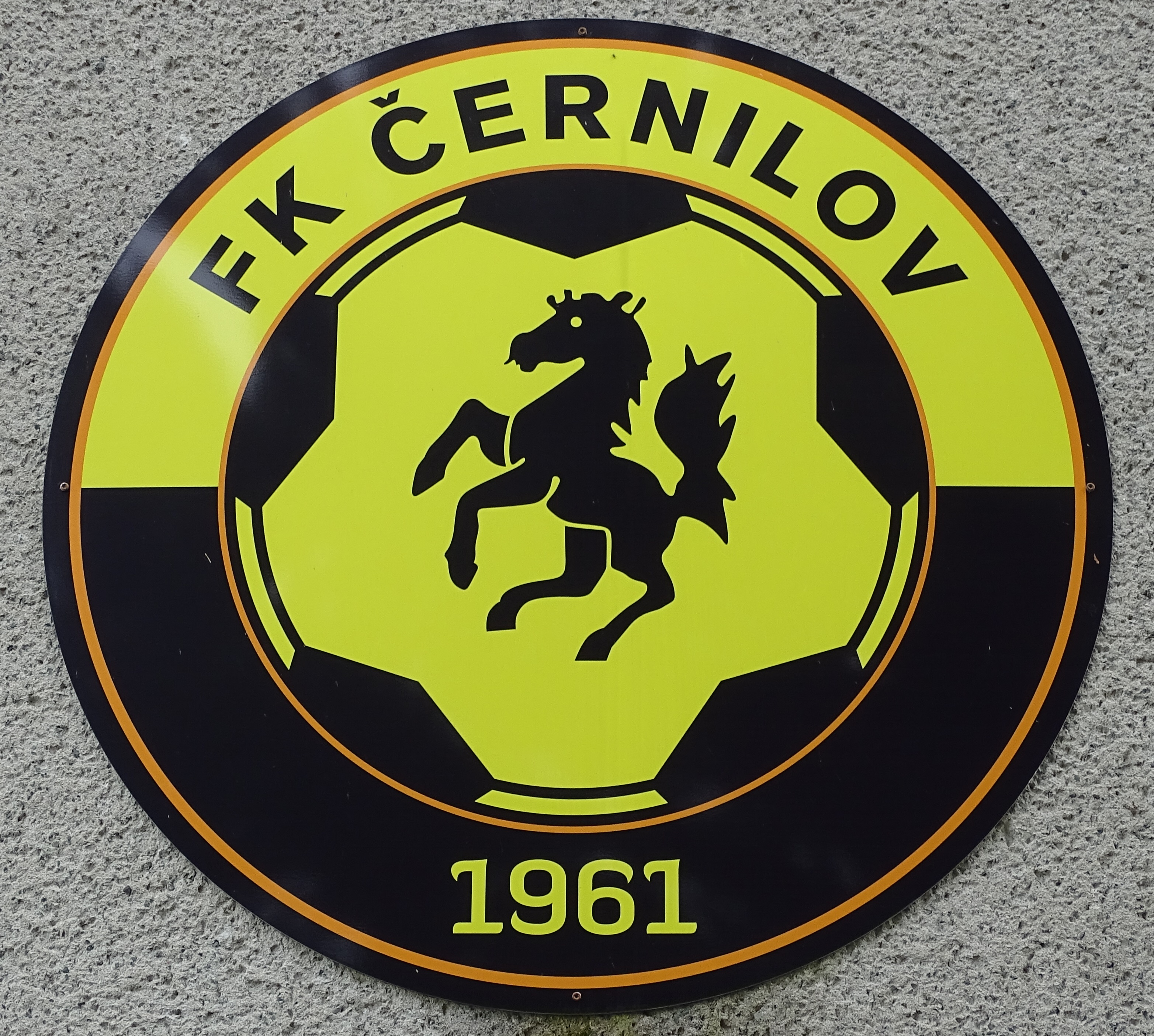
Fotbalový znak FK Černilov

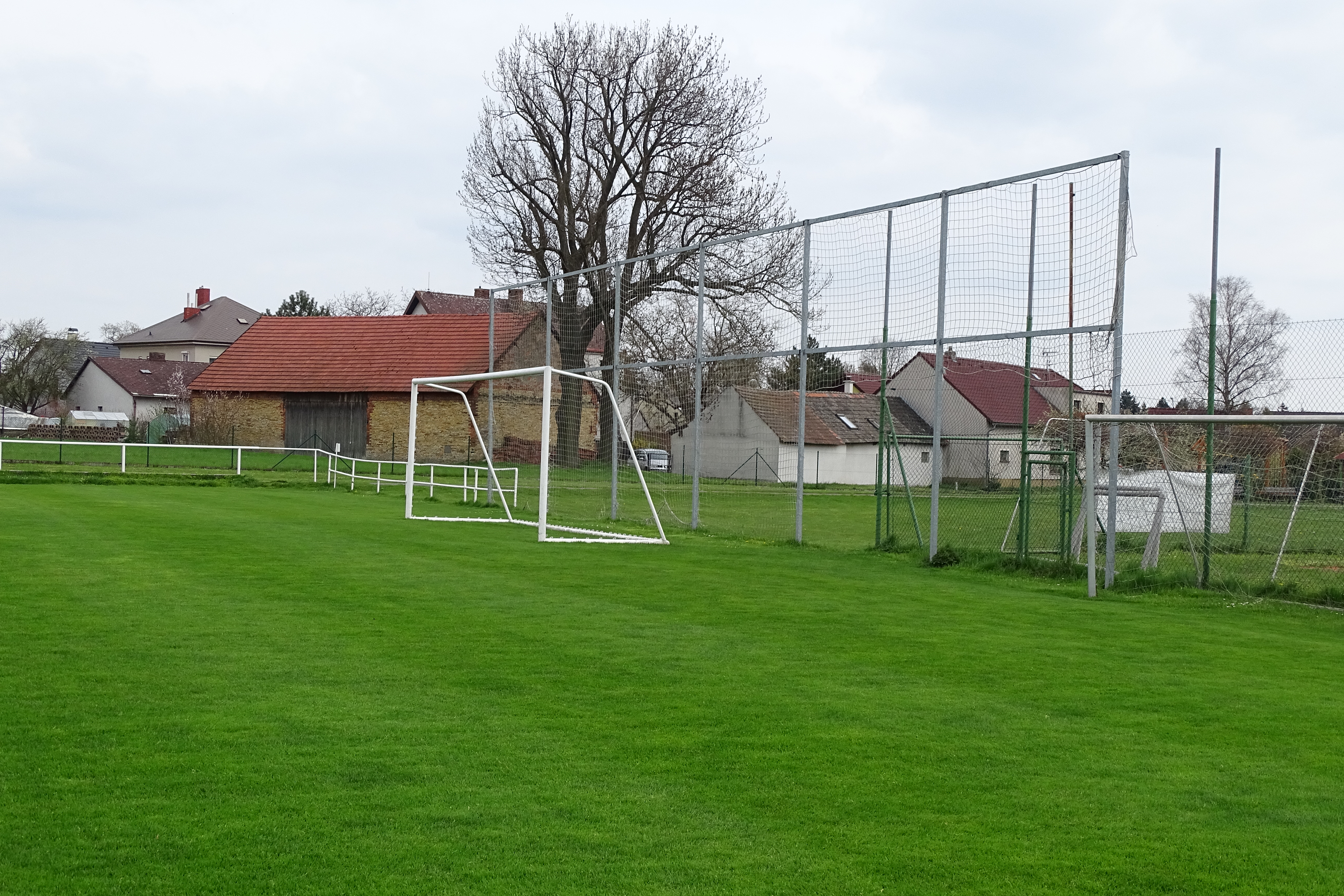
Fotbalové hřiště Černilov

Nově vybudovaný sportovní areál o ploše 5 800 m čtverečních: 2 fotbalová hřiště s travnatou plochou, 1 hřiště s umělou trávou, tenisové kurty, volejbalová – nohejbalová hřiště a další sportovní zázemí. Rozměry fotbalového hřiště 100 x 58 m, pro 250 stojících diváků, určené pro oblastní soutěže.

## Pamětihodnosti a zajímavosti
- Kostel Nalezení sv. Štěpána: na místě staršího stojí barokní jednolodní plochostropý kostel z let 1752–1756, byl postaven podle plánů D. Morazziho z Chrudimi, roku 1880 vyhořel, 1882 obnoveno průčelí v novorománském slohu, hlavní oltář a zpovědnice jsou barokní
- Márnice – barokní stavba na hřbitově (1766)
- Farní budova byla postavena v roce 1897
- Železný kříž s kamenným podstavcem na hřbitově, vybudován nákladem římsko-katolickou obcí v roce 1854. V místech kříže stával původní snad dřevěný kostel Černilova[24]
- Misijní kříž u budovy kostela Nalezení sv. Štěpána s rokem 1919
- Evangelický kostel – novorománský z roku 1882 byl postaven na místě dřevěného z roku 1786, navrhl jej architekt Matěj Blecha
- Druhý evangelický kostel z roku 1824 byl postaven pro věřící augsburského vyznání
- Socha svatého Jana Nepomuckého – barokní socha z roku 1726, opravená r. 1830
- Základní škola evangelická (Černilov)
- Pomník válečným obětem – navrhl J. V. Škoda z Hradce Králové[25]
- Středověká vodní tvrz Kalthaus
- Bývalá kontribuční sýpka z počátku 19. století
- Lípy svobody zasazené v roce 2018 u příležitosti 100. výročí vzniku Československa
- Větrný mlýn z roku 2016[26]

## Významní rodáci
- Exulanti – zakladatelé obcí Husinec (1749), Nové Poděbrady (1764) a Zelov (1803)
- Josef Kačer, spisovatel a evangelický kazatel v exilu (1802–1871 Friedrichův Tábor)
- Bedřich Vilém Košut (1819–1893), pastor reformovaného sboru u Klimenta v Praze[27]
- Bohuslav Horák, zemědělský inženýr, redaktor Československého rozhlasu, manžel Milady Horákové
- Václav Jedlička (1848–?), pedagog, spisovatel a překladatel

## Galerie

Černilov
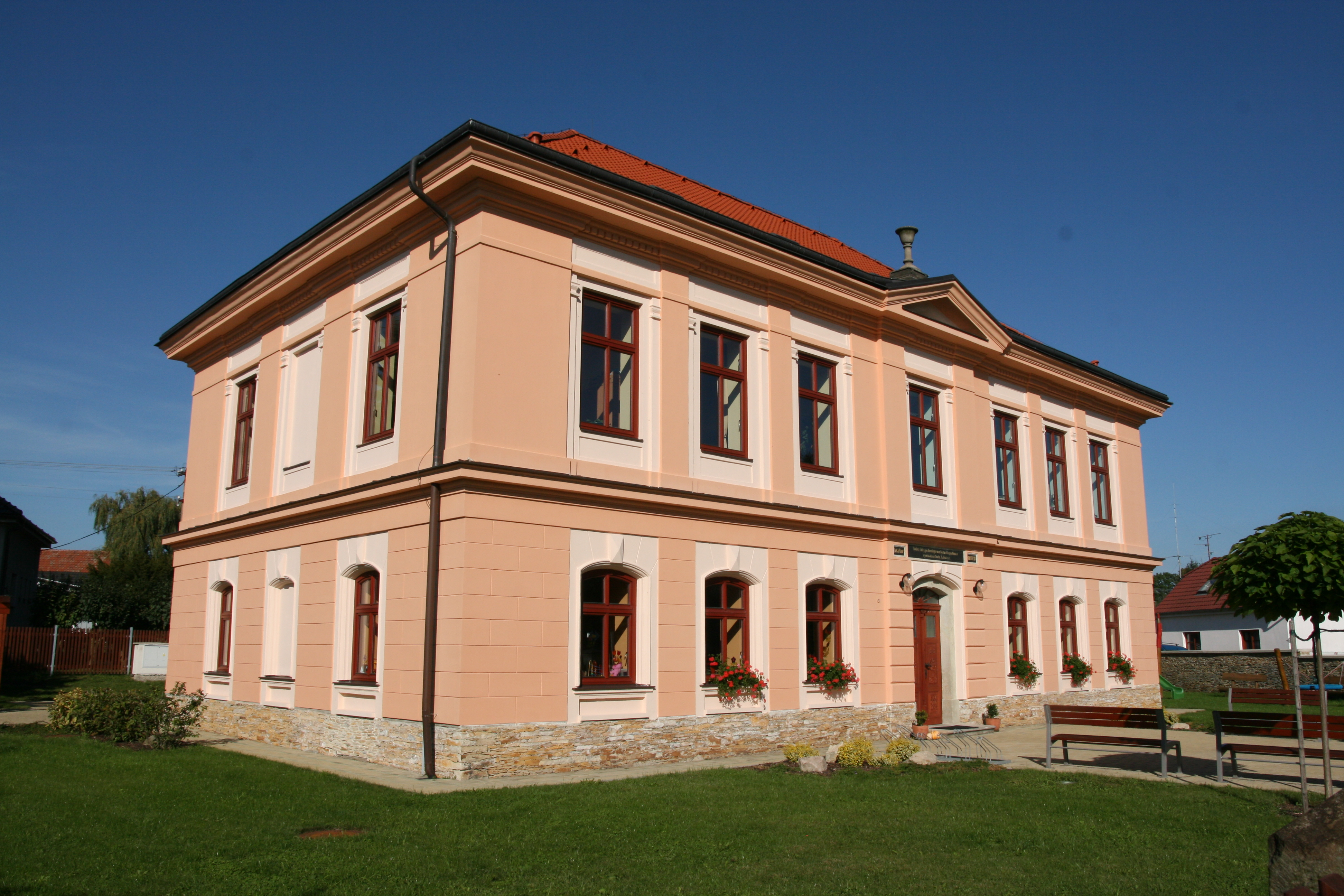
Kulturní a spolkový dům, bývalá evangelická škola. Zde se narodil manžel Dr. Milady Horákové, Dr. Bohuslav Horák.
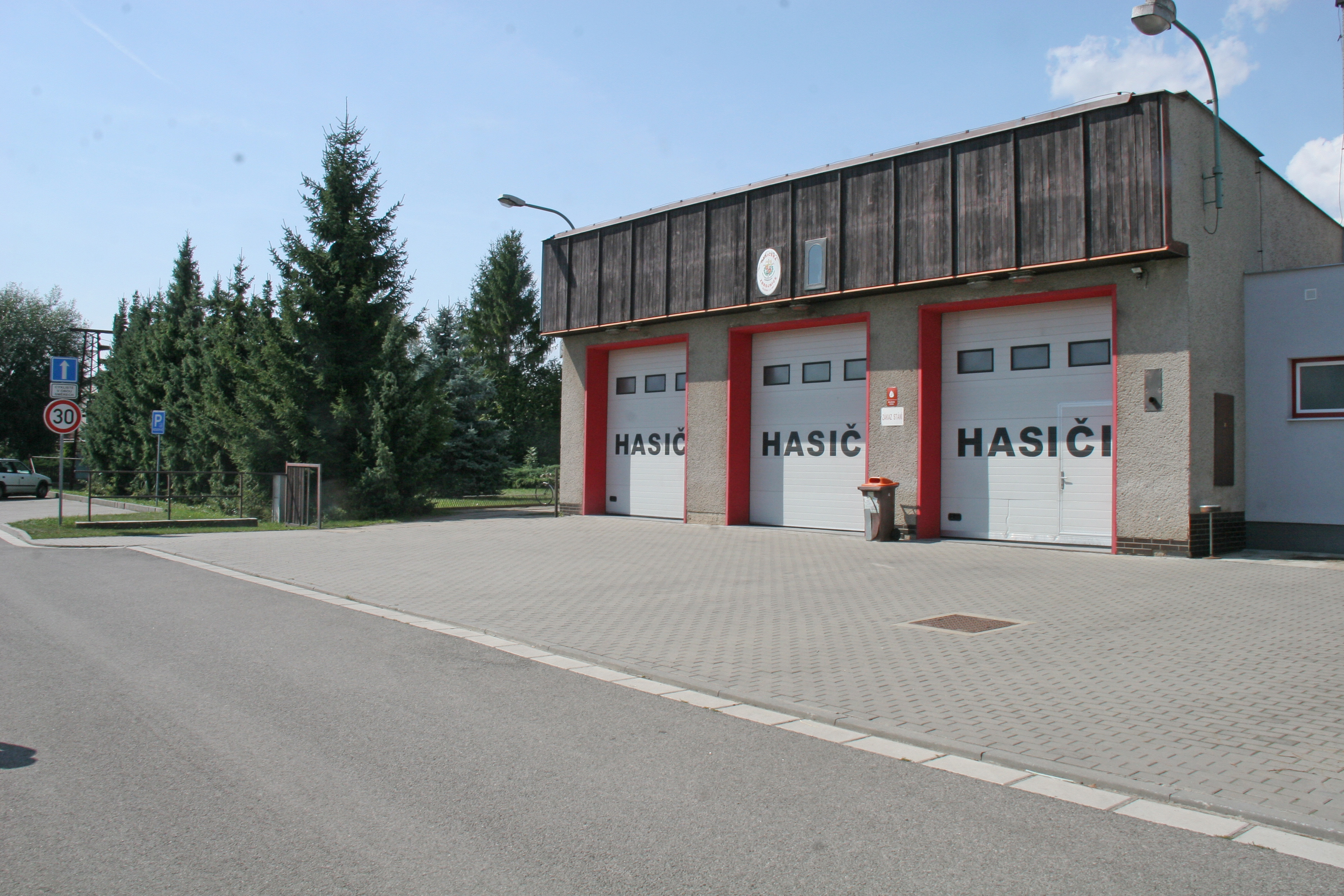
Hasičská zbrojnice
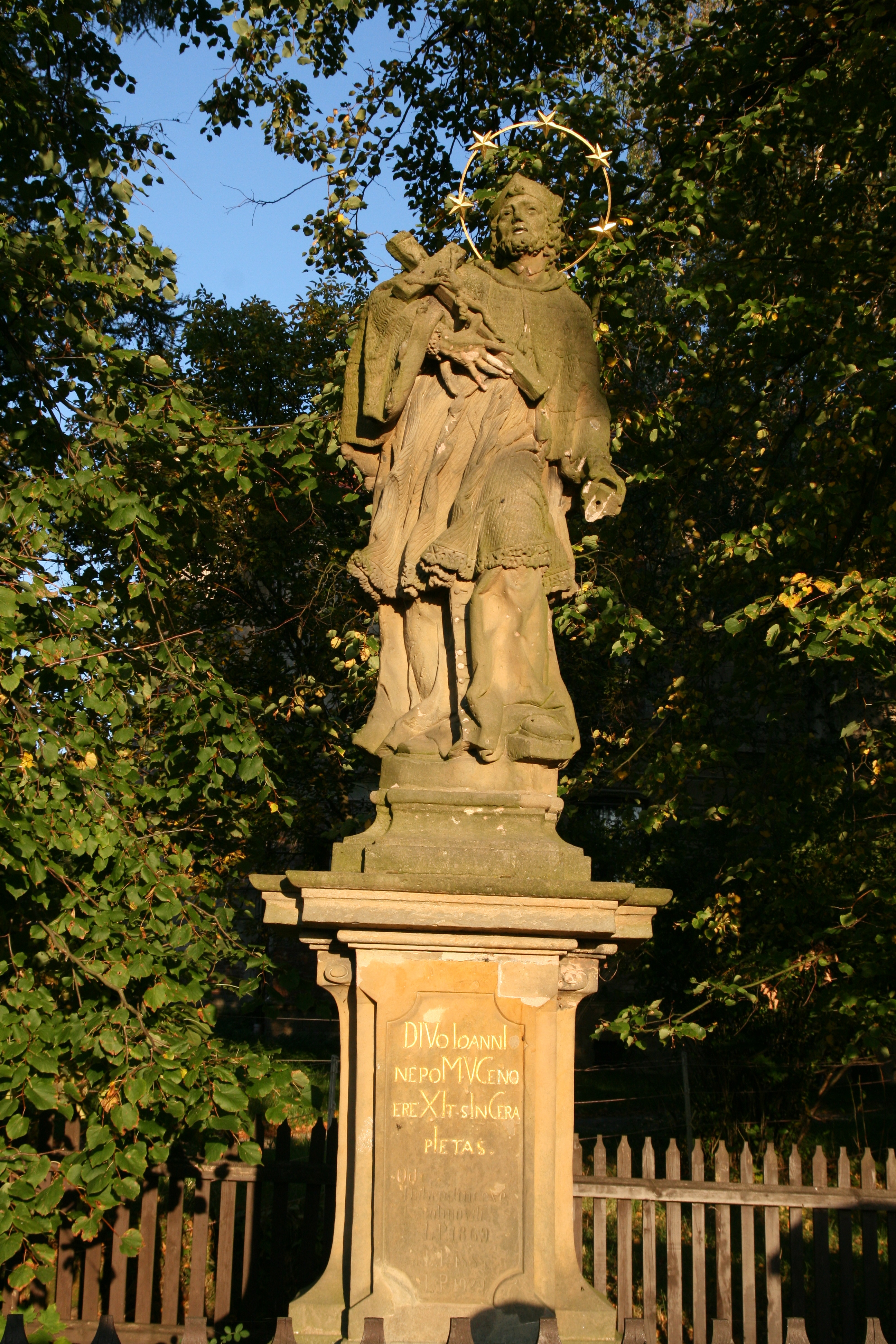
Socha sv. Jana Nepomuckého
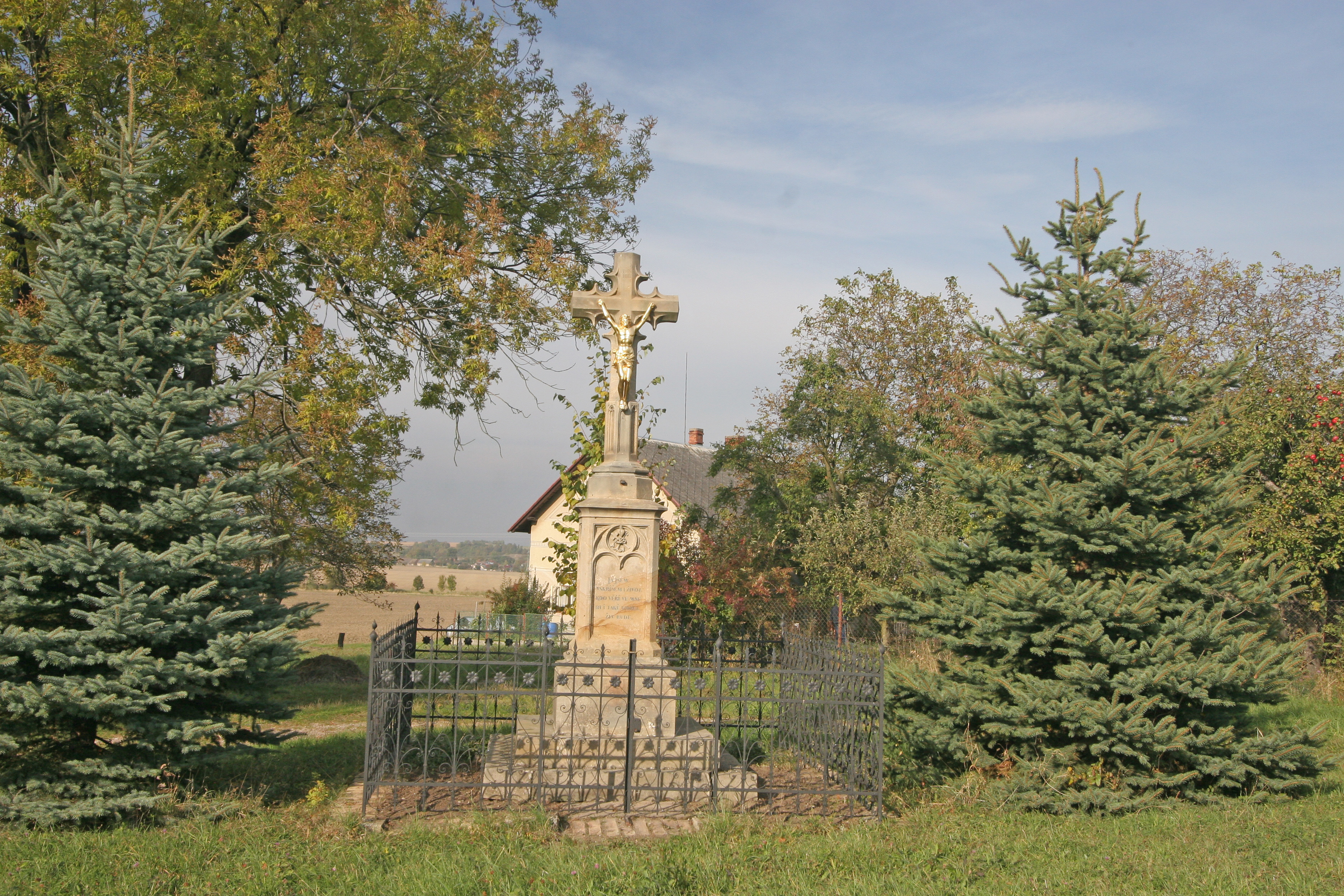
Křížek
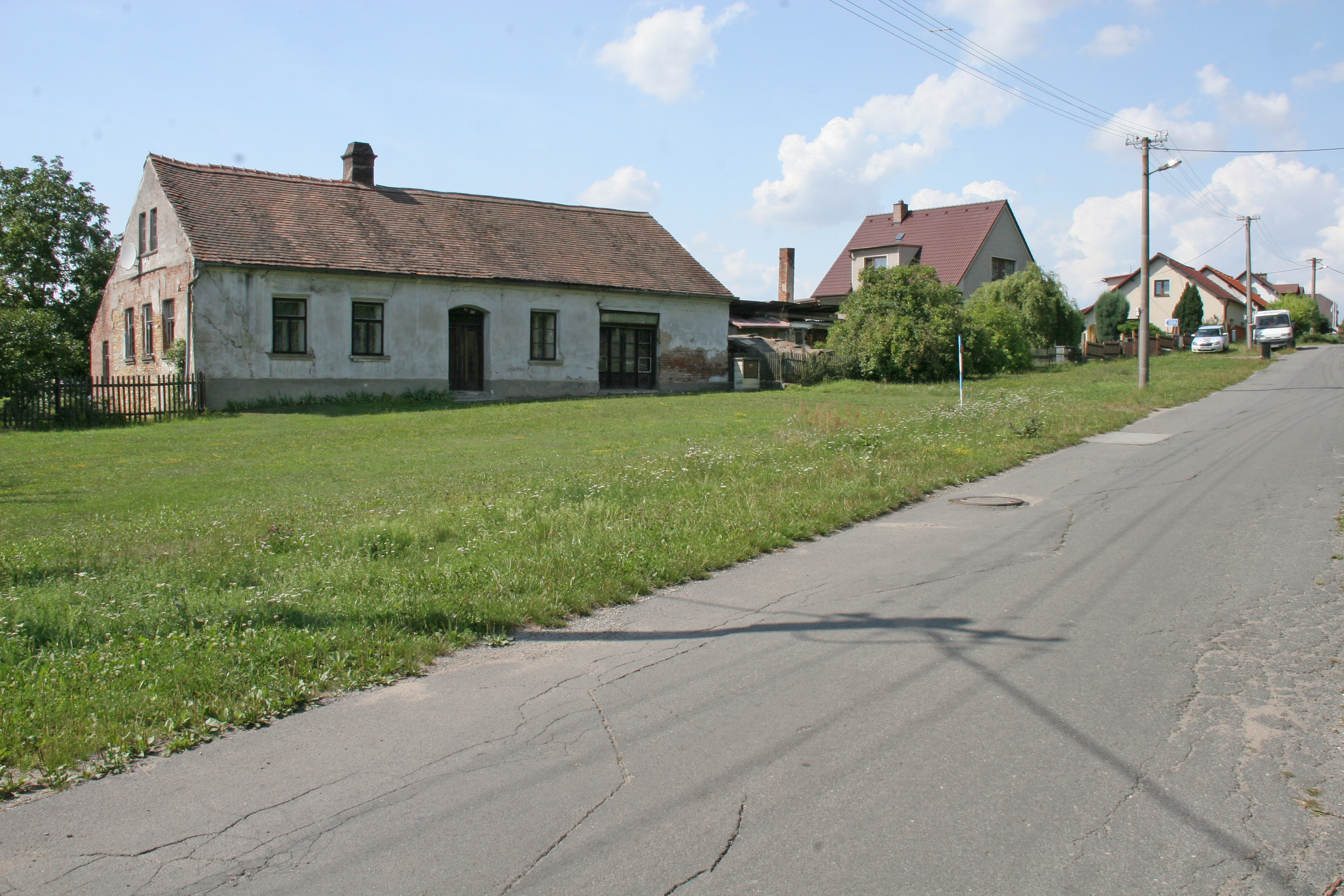
Stavení čp. 226
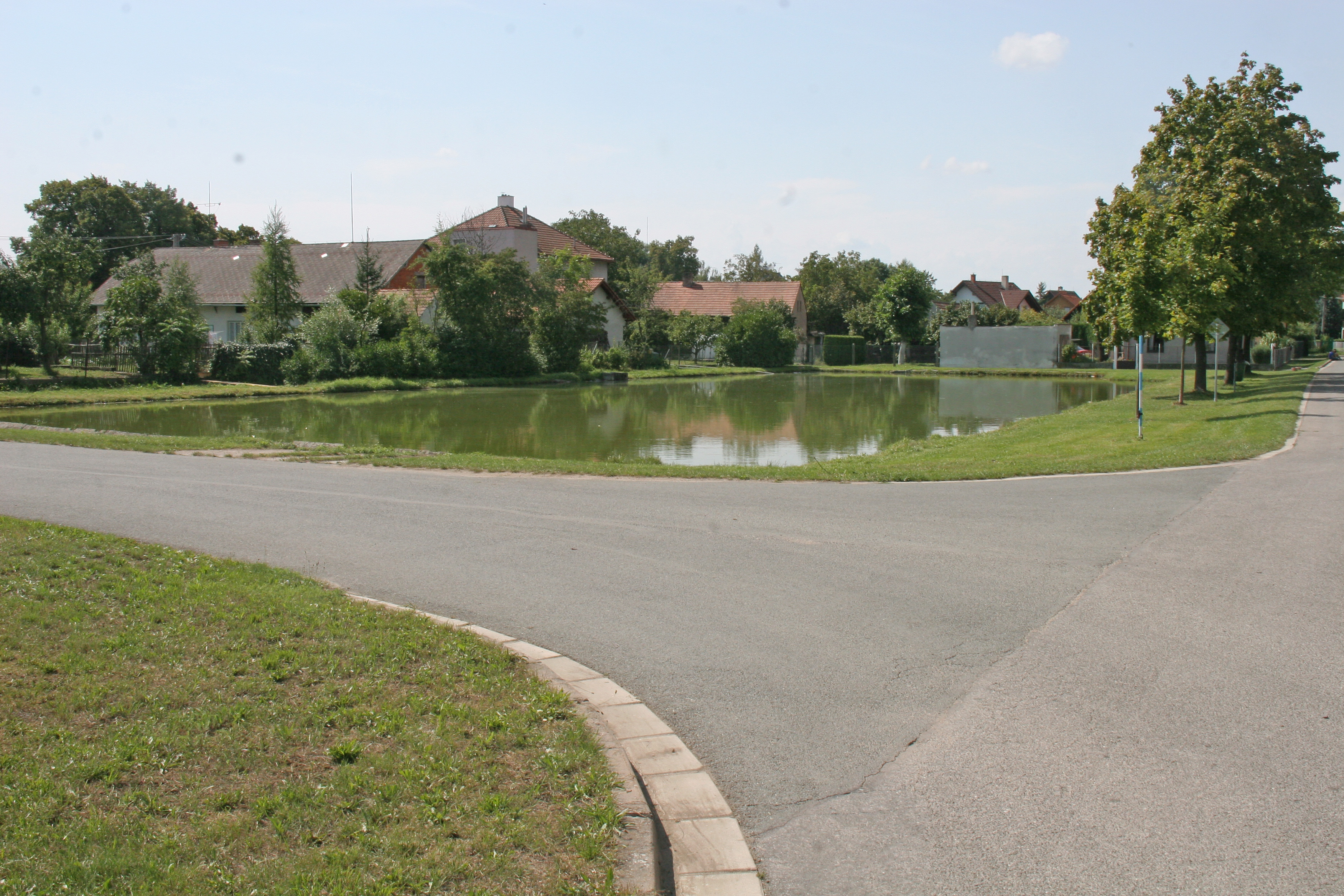
Náves – rybník
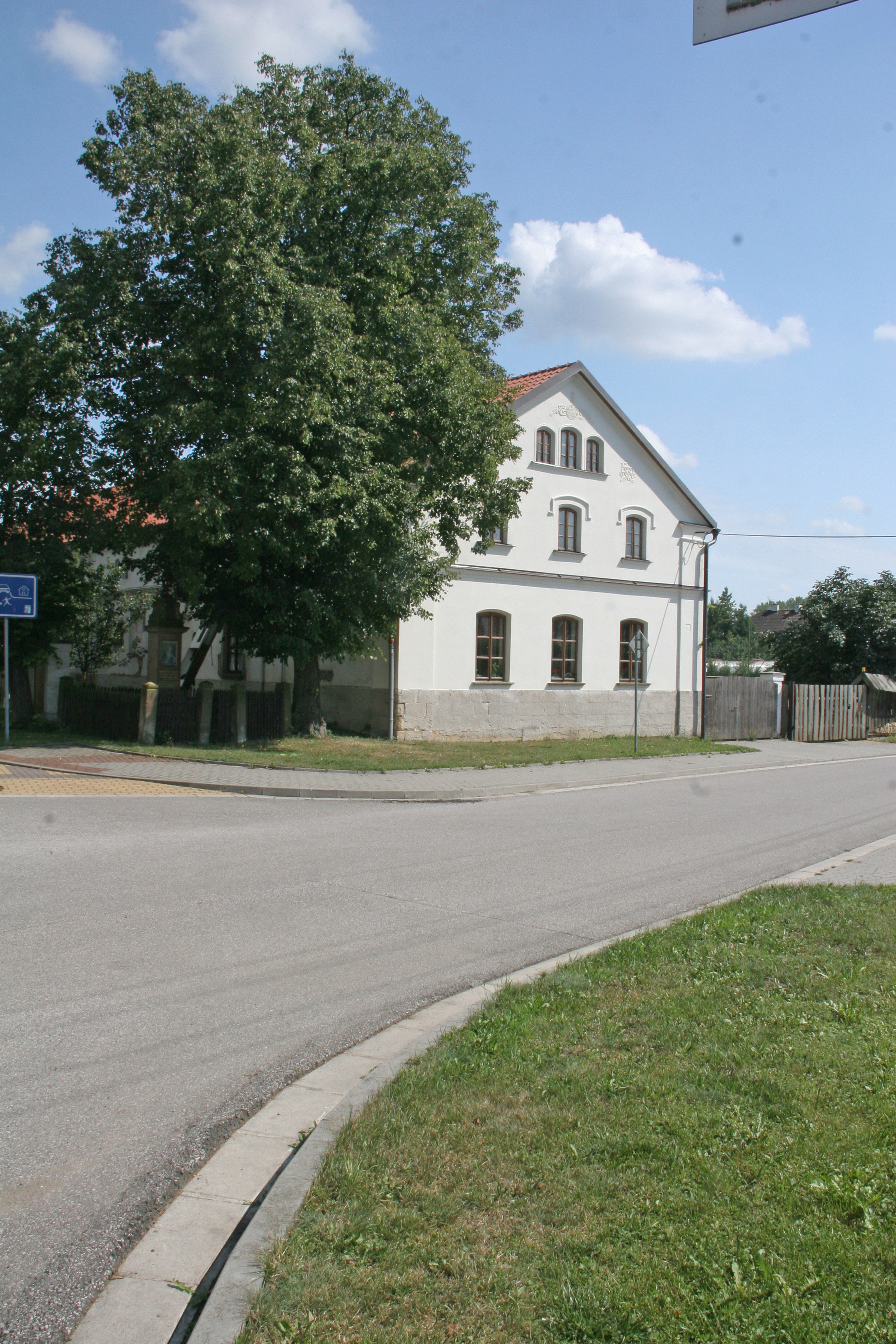
Stavení čp. 269
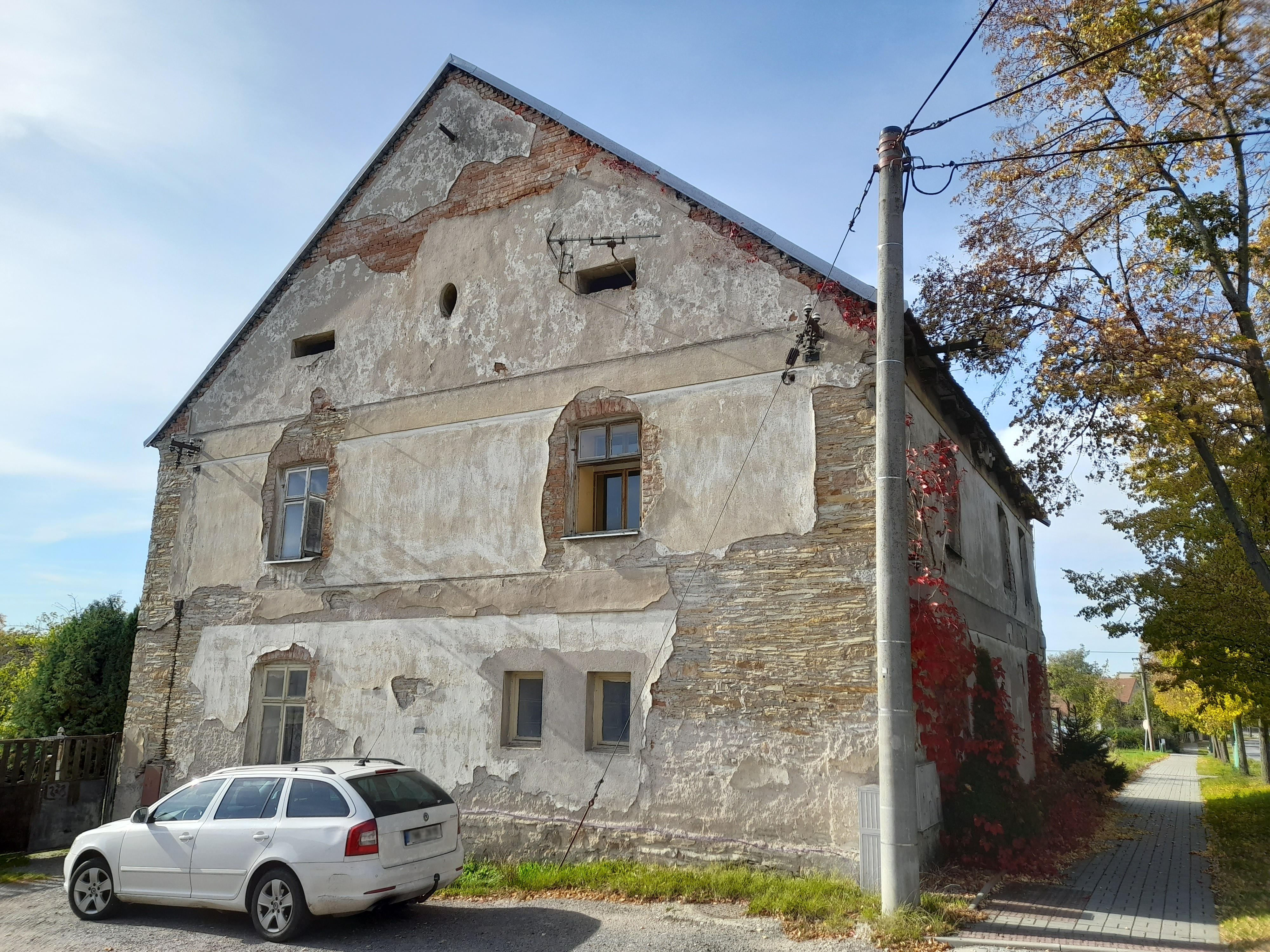
Bývalá kontribuční sýpka čp. 238